# Akbarpur (Kanpur Dehat)
Akbarpur (Hindi: अकबरपुर; Urdu: اکبر پور) ist eine Stadt im nordindischen Bundesstaat Uttar Pradesh.
Akbarpur liegt im Süden von Uttar Pradesh 35 Kilometer westsüdwestlich von Kanpur. Die Stadt bildet den Verwaltungssitz des Distrikts Kanpur Dehat.
Zum Zeitpunkt der Volkszählung 2011 hatte Akbarpur 20.445 Einwohner. Die Stadt vom Typ Nagar Panchayat ist in 13 Wards gegliedert.
Akbarpur liegt an der nationalen Fernstraße NH 2 von Kanpur nach Agra. Die NH 25 zweigt nach Südwesten ab und führt nach Orai.